# Pátá alija
Jako pátá alija se označuje pátá vlna židovská imigrace na území Britského mandátu Palestina (dnešního Izraele) z Evropy a Asie v letech 1929 až 1939. Tato imigrační vlna začala po nepokojích v Palestině roku 1929 a její konec přinesla druhá světová válka. Během této aliji přišlo do jišuvu více než 250 000 Židů, z nichž více než čtvrtinu tvořili němečtí a rakouští Židé. Většina imigrantů se usadila ve městech (zejména v Tel Avivu) a podpořila tak městský rozvoj, avšak v rámci této aliji byla i malá skupina lidí, která se usadila v zemědělských oblastech a zakládala kibucy a mošavy.
Tato alija byla pro Izrael zásadní především z praktických důvodů: jednak vytvořila demografické předpoklady pro úspěšný výsledek války za nezávislost v roce 1948 a jednak přivedla do země velké množství finančního kapitálu, jenž zmírnil dopad ekonomické krize, a intelektuálů (architektů, lékařů, vědců, akademiků), kteří se podíleli na založení univerzit a vědeckých institutů.
Pátá alija začala imigrací malého množství lidí již v roce 1929, ale výrazných rozměrů masové imigrace dosáhla až v letech 1933 až 1935 díky rasové perzekuci Židů v nacistickém Německu. Arabské povstání v mandátní Palestině v roce 1936 imigraci částečně oslabily, ale v předvečer druhé světové války v letech 1938 až 1939 přišly do mandátu další tisíce imigrantů, z nichž část přišla ilegálně.

## Příčiny imigrace
- Nástup Adolfa Hitlera a Národně socialistické německé dělnické strany (NSDAP) k moci způsobil velký zvrat v životech Židů v Německu a ve východní Evropě. Židé v nacistickém Německu trpěli agresivním a otevřeným antisemitismem a mnoho z nich se rozhodlo emigrovat do mandátní Palestiny. V srpnu 1933 uzavřela Židovská agentura a Třetí říše dohodu o odchodu Židů. Na základě této dohody dostali Židé opouštějící Německo zaplaceno za svůj majetek, kterého se podle německých zákonů museli vzdát. Do mandátní Palestiny bylo rovněž dováženo německé zboží. Dohoda, která přinesla užitek oběma stranám napomohla tomu, aby mohla imigrace i nadále pokračovat.
- Změna na postu vysokého komisaře britského mandátu – do této funkce nastoupil Arthur Grenfell Wauchope, který byl prosionisticky smýšlející, a který udílel velké množství imigračních povolení a povzbuzoval židovskou ekonomiku a sionistické osadnictví.
- Ekonomický růst v mandátní Palestině – dohoda o odchodu Židů uzavřená s Německem napomohla příchodu finančního kapitálu, který pomohl mandátní ekonomice postižené ekonomickou krizí konce 20. let.
- Imigrační kvóty ve Spojených státech – Spojené státy přijaly v roce 1924 kvóty omezující imigraci a navzdory probíhající páté aliji ponechaly kvóty nezměněny, přestože věděly o neutěšené situaci Židů v Evropě.
- Nárůst antisemitismu ve světě – stále více, převážně evropských, států přijalo antisemitskou politiku, která povzbuzovala nepokoje, perzekuci a sociální omezení pro Židy.